# ریوگو اوکاموتو
ریوگو اوکاموتو (انگلیسی: Ryugo Okamoto؛ زادهٔ ۵ دسامبر ۱۹۷۳) بازیکن فوتبال اهل ژاپن است.